# Lee Crooks (Fußballspieler)
Lee Robert Crooks (* 14. Januar 1978 in Wakefield, England) ist ein ehemaliger englischer Fußballspieler, der u. a. für Manchester City, den FC Barnsley und Bradford City aktiv gewesen war. Mit 30 Jahren beendete er seine Profikarriere. 

## Karriere als Fußballspieler
Zwischen 1994 und 2001 absolvierte er 73 Spiele für die erste Mannschaft von Manchester City. Nach einer Ausleihe an Northampton Town war Crooks in den Jahren 2001 bis 2004 für Barnsley, von 2004 bis 2006 für Bradford City aktiv. 2006 wurde er zunächst an Notts County verliehen und spielte dann von 2006 bis 2008 beim AFC Rochdale. Nach einem kurzen Engagement beim AFC Guiseley und bei Ossett Town beendete er 2008 seine Karriere als Fußballspieler.

## Militärische Karriere
Nach seiner Laufbahn als Fußballspieler schloss sich Crooks der Royal Air Force an. Ab 2012 diente er in Afghanistan. Auch sein Bruder ist beim Militär.